# Великий Кельтей
Великий Кельте́й (рос. Большой Кельтей, башк. Оло Кәлтәй) — присілок у складі Калтасинського району Башкортостану, Росія. Адміністративний центр Кельтеївської сільської ради.
Населення — 759 осіб (2010; 907 у 2002).
Національний склад:
- марійці — 94 %